# パブロ・デ・サラサーテ
パブロ・マルティン・メリトン・デ・サラサーテ・イ・ナバスクエス（Pablo Martín Melitón de Sarasate y Navascuéz, 1844年3月10日 - 1908年9月20日）は、スペイン・パンプローナ出身の作曲家、ヴァイオリン奏者。バスク人である。

## 来歴
8歳のときに初めての公演をし、10歳のときにスペイン女王イサベル2世の前で演奏を披露した。その後パリ音楽院で学び、13歳のときヴァイオリン科の一等賞を得た。1860年代ごろから演奏家としての活動を始め、1865年には一番初めに仲良くなったサン=サーンスと演奏旅行をした。サン＝サーンスはサラサーテに『序奏とロンド・カプリチオーソ』、『ヴァイオリン協奏曲第3番』などを献呈している。サラサーテはまた、ラロの『スペイン交響曲』、ブルッフの『ヴァイオリン協奏曲第2番』、『スコットランド幻想曲』の初演者かつ献呈先でもある。サラサーテの華麗な名人芸は、チャイコフスキーやブラームスなどにも影響を与えた。
サラサーテは1904年、G&Tの略称で知られるEMIの前身のグラモフォン・アンド・タイプライター社の円盤のディスクレコードに、自作を7曲（バスク奇想曲、ツィゴイネルワイゼン（2面）、カプリス・ホタ、ハバネラ、序奏とタランテラ、ミラマール、ツァパテアード）と、J・S・バッハの無伴奏パルティータ第3番のプレリュード、F・ショパン作曲サラサーテ編曲のノクターン 作品9-2の合計10枚を録音した。勿論機械吹き込みのSP盤であるが、LP盤やCDにも復刻されている。この頃のレコードとしては比較的多く残存し、内田百閒の小説「サラサーテの盤」の題材になり、映画『ツィゴイネルワイゼン』でも扱われている。
1908年9月20日、慢性気管支炎のためにフランス領バスクのビアリッツで死去した。64歳没。
作曲家としてのサラサーテの作品は、ほとんどヴァイオリンと管弦楽（もしくはピアノ）のための作品であり、スペインの民謡や舞曲の要素を盛り込んだ国民楽派に位置付けられる。その代表的な作品がハンガリーのジプシー（ロマ）の民謡による『ツィゴイネルワイゼン』であり、ラッシュ、フリッシュなどの特徴（チャールダーシュ）を取り入れている。他の作品はあまり演奏されることがない。

## 人物
ステッキを集めるのが趣味で、ヨーロッパの様々な王室から譲り受けていた。また、親交のあったヴァイオリニストのジャック・ティボーにステッキをプレゼントすることもあった。

## 評価
ヴァイオリニストのジャック・ティボーは「サラサーテのヴァイオリンは文字通り歌っていました。ナイチンゲールのように歌うのです。その澄んだ音は驚くほどでした。私が見てきた中でも最高のテクニックの持ち主で、弓も信じられないほどのスキルで操る。彼が演奏する時、その気取らない優雅な所作は聴衆の心をぐっと掴み、そのとてつもない才能は観客を熱狂に包むのです」と語った。また、ソロヴァイオリニストとしてのみならず、四重奏団のヴァイオリニストとしてもサラサーテは見事であったとも述べている。

## ガヤレ＝サラサーテ国際音楽コンクール
若手声楽家とヴァイオリン奏者のためのコンクールとしてフリアン・ガヤレ＝パブロ・サラサーテ国際声楽およびヴァイオリンコンクール（Julián Gayarre – Pablo Sarasate International Singing and Violin Competition）がパンプローナで開催されていた。参加者の国籍を問わず、原則としてヴァイオリン部門と声楽部門が毎年交互に開催されていたが、このコンクールは閉会した。

### 入賞者
- 2001年（第6回）
  - 第1位　川久保賜紀
- 2005年（第8回）
  - 第1位　JE-HYE LEE （19歳、韓国）
  - 第2位　DANIEL AUSTRICH （21歳、ドイツ）
  - 第3位　UI-YOUN HONG （18歳、韓国）
- 2007年（第9回）
  - 第1位　有希マヌエラ・ヤンケ（ドイツ）
- 2009年（第10回）
  - 第1位  YU-CHIEN TSENG（15歳、台湾）
- 2011年（第11回） 
  - 第1位 アナ・マリア・バルデラマ（26歳、スペイン）[7]
- 2015年（第12回）
  - 第1位　ロベルト・ラカトシュ（セルビア）
  - ファイナリスト　アンジェラ・ウィー（アメリカ）[8]

## 代表作品
- ツィゴイネルワイゼン Op.20（1878年）
- アンダルシアのロマンス Op.22-1（全4集8曲ある『スペイン舞曲』の1曲）
- サパテアード Op.23-2
- カルメン幻想曲 Op.25（1883年）…ジョルジュ・ビゼーの『カルメン』によるパラフレーズ。